# La Cortina
La Cortina (en francès La Courtine) és una comuna (municipi) de França, a la regió de la Nova Aquitània, departament de la Cruesa. És capçalera i la comuna més poblada del cantó del seu nom.
La seva població al cens de 1999 era de 971 habitants. Està integrada a la Communauté de communes des Sources de la Cruesa, de la que és la població més gran.

## Demografia
| 1968 | 1975 | 1982 | 1990 | 1999 |
| ---- | ---- | ---- | ---- | ---- |
| 1233 | 1164 | 986  | 1057 | 971  |

## Administració
| Període | Identitat          | Partit |
| ------- | ------------------ | ------ |
| 2001-   | Jean-Marc Michelon |        |